# Philodromus sticticus
Philodromus sticticus este o specie de păianjeni din genul Philodromus, familia Philodromidae, descrisă de Lucas, 1858.
Este endemică în Gabon. Conform Catalogue of Life specia Philodromus sticticus nu are subspecii cunoscute.